# 東武バス日光

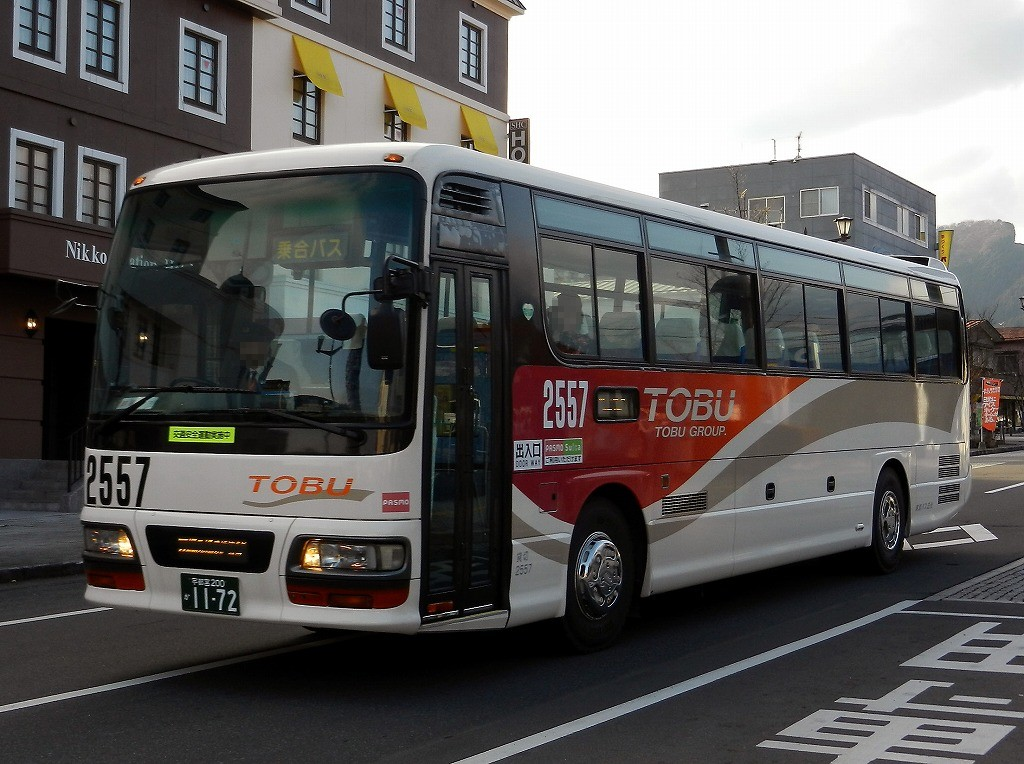
路線車（2557）。車両番号が大書される

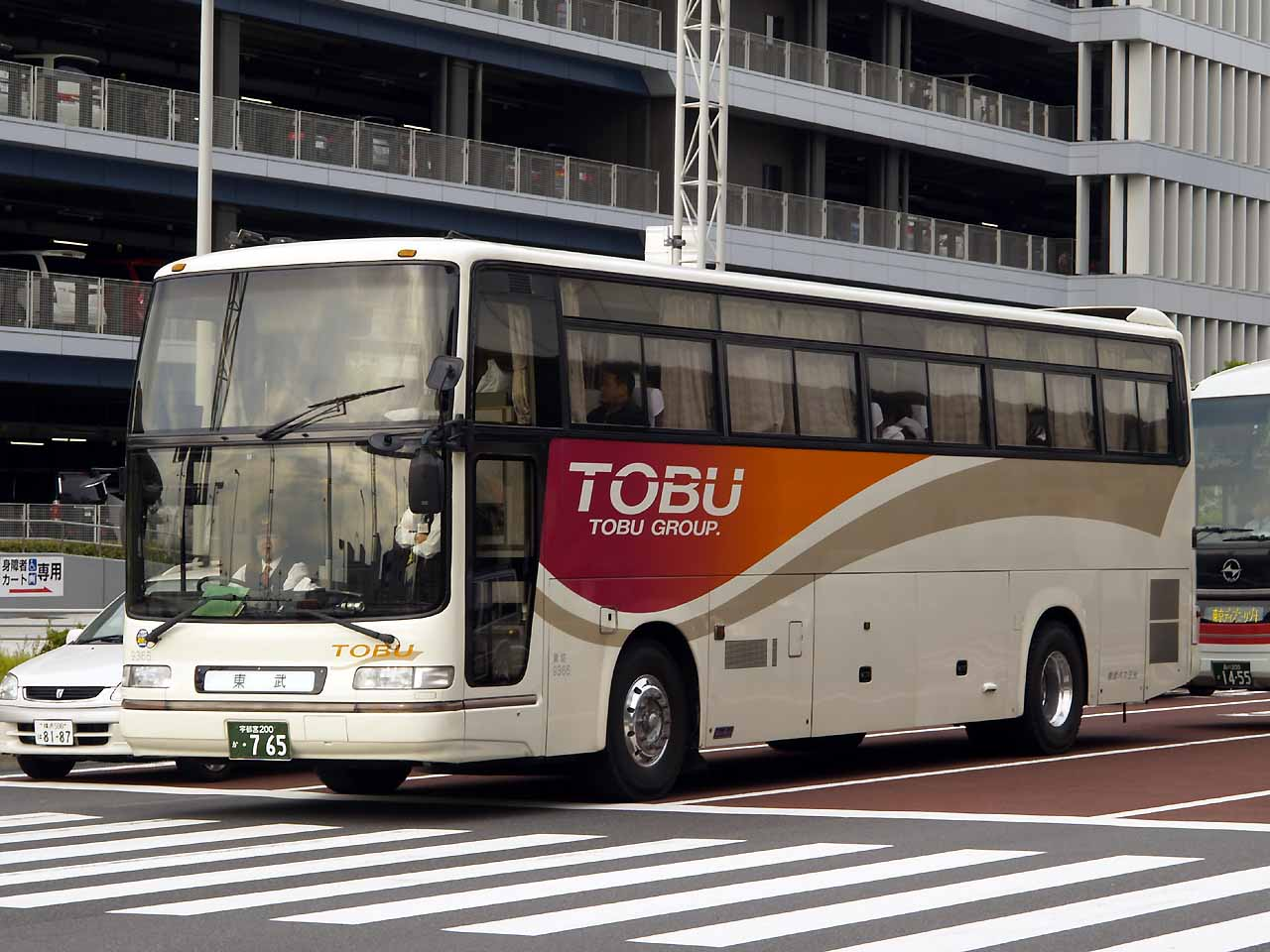
貸切車（9366）

東武バス日光株式会社（とうぶバスにっこう）とは、栃木県日光市周辺を担当する東武バスの運行会社。路線バス等の運行のみを担当し、車両は統括会社である「東武バス株式会社」が保有する。所属車両のナンバーは宇都宮ナンバー（宇都宮ナンバー誕生以前は栃木ナンバー）である。

## 概要
2002年、他の東武バス路線と同様に東武鉄道バス事業本部から分社化して設立された。JR日光駅・東武日光駅を起点として、旧・日光市を路線エリアとしている。他の東武バスグループ各社にない特徴として、観光輸送が大きなウェイトを占めている点が挙げられる。
車両は他の東武バスグループ同様日野自動車といすゞ自動車が主体だが、観光路線で勾配の続く路線が多く、冬季の保温性への考慮を要する、などの理由から貸切車・高速路線車転用の観光バス型車両が主力となっている。2012年以降、観光バス型車両だと車椅子が乗車できない欠点があることから、東武バスグループ他社の深夜急行路線用と同仕様のワンロマ型車両も導入されており、現在は深夜急行路線用として導入したワンロマ車のほとんどが日光地区路線用に転用されている。
また2017年には初の大型ノンステップバスであるいすゞ新型エルガのワンロマ仕様車両を導入。観光バス型車両、既存のワンロマ型車両と同様に各路線にて使用されている。
2022年4月23日より奥日光赤沼低公害バスの運行受託開始、さらに日光西町エリアにおいて小型の電気自動車による「日光グリーンスローモビリティ」の運行を4月27日より開始、日光市からシンクトゥギャザー・eCOM-10が無償貸与される。
乗降方法は、観光バス型車両とワンロマ型車両では前乗り前降りを基本とし、世界遺産めぐりなどの中型路線バス車両では中乗り前降り方式となっている。
かつて東武鉄道は、栃木県南部の足利・栃木・小山・宇都宮地区などにも多くのバス路線を有していたが、急速なモータリゼーションによる利用者減少でその多くが不採算化したため（宇都宮地区は他社が優位であった点がある）、観光需要の多い日光・鬼怒川温泉以外の地区では1980年代から1990年頃にかけて路線廃止やグループ会社、地元バス会社への譲渡が行われた。鬼怒川地区の路線は、分社化前にグループ会社の東武ダイヤルバス（現在の日光交通）へ譲渡された。

## 営業所・案内所
- 日光営業所：栃木県日光市所野1452
- 中禅寺案内所：栃木県日光市中宮祠2480

日光営業所は、東武日光駅とは大谷川を挟んで対岸に位置する。

## 輸送人数
- 3,900人（2018年度、1日平均）[6]

## 現行路線
一般路線
- JR日光駅 - 東武日光駅 - 神橋 - 西参道入口 - 日光田母沢御用邸記念公園 - 裏見の滝入口 - 清滝 - 細尾入口 - 馬返 - (明智平) - 中禅寺温泉 - 菖蒲ヶ浜 - 竜頭の滝 - 赤沼 - 三本松 - 光徳温泉 - 湯滝入口 - 湯元温泉
  - 系統Y[7]：日光駅 - 湯本温泉（光徳温泉通過）早・朝夕夜間
  - 系統YK[7]：日光駅 - 光徳温泉 - 湯本温泉 ※上記記載の主要停留所を全て経由
  - 系統C[7]：日光駅 - 中禅寺温泉
  - 日光駅-いろは坂手前までの区間便は、下記参照
  - いろは坂区間内の明智平停留所とザ・リッツ・カールトン日光停留所は、中禅寺温泉・湯元温泉方面行きのみ停車。日光駅方面のみの停留所だった華厳の滝入口停留所は2023年3月31日をもって廃止された[8]。
  - 観光バス型車両およびワンロマ車が使用される。

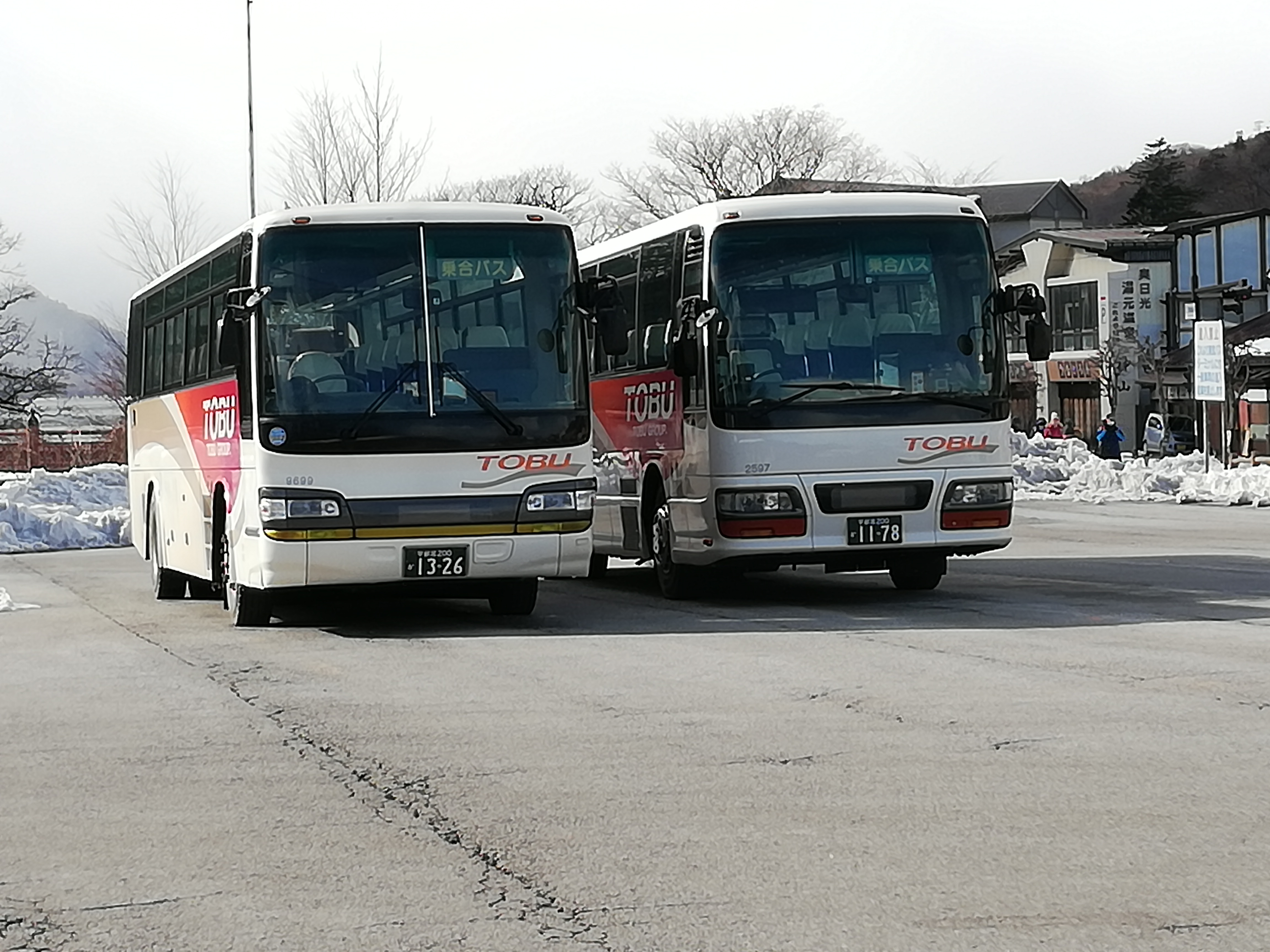
中禅寺温泉で並んだ日野・セレガ（9699）といすゞ・ガーラ（2597）

- 急行 東武日光駅 - (日光宇都宮道路) - 中禅寺温泉
  - 系統EX[7]
  - 2024年5月3日-5日にかけて、東武日光駅の急行系統が試験運行された。その後同年内夏ダイヤ期間中、路線図に掲載した上で、継続的に多客期臨時運行していた。2025年は夏季ダイヤ期間中に毎日運行する[9]。
  - 通常系統とは異なり、JR日光駅寄りにある東武日光駅2Eのりばから、中禅寺方面とは一旦逆方向へ進み、JR日光駅前は通過し、日光ICより日光宇都宮道路を清滝ICまで走ることで、石屋町-細尾入口間とは別経路となる。横手-中禅寺温泉間では通常経路に合流し、中禅寺温泉行きは通常路線と同様に各停留所（横手、馬返、明智平、ザ・リッツ・カールトン日光）で客扱いするが、東武日光駅行きは全停留所（馬返、横手）を通過扱いし、中禅寺温泉から東武日光駅まで直行する[10]。
- JR日光駅 - 東武日光駅 - 神橋 - 西参道／清滝／やしおの湯
  - 系統SP[7]：日光駅 - やしおの湯
  - 系統M[7]：日光駅 - 清滝
  - 系統N[7]：日光駅 - 西参道
  - いろは坂手前が起終点となる上記系統は、市内線と呼ばれ奥日光方面の路線とは区別される。
  - 系統Mは、中禅寺湖方面の路線と完全に一致する経路（の区間便）となっている。付近に折り返し施設や迂回してUターンできる道路は無く、清滝で折り返し運転するダイヤの設定は無い。
  - 系統Nは西参道入口停留所手前で、折り返しのために清滝・中禅寺湖方面経路の国道120号から逸れて迂回運転を行い、その途中にある専用の西参道停留所を発着する。また、後述の通り、世界遺産めぐりバスもこの停留所で折り返すことがある。
  - 系統SPは清滝地区の手前で分岐し、終点のやしおの湯敷地内で折り返し運転する。
  - 奥細尾便が2022年11月30日で廃止になり、2022年12月1日より、やしおの湯発着で運行。やしおの湯の途中に狭隘区間があるため、中型路線バスが使用される。
  - 専用の中型路線バス車両の他、世界遺産めぐりバス用の車両、各路線共通の観光バス型やワンロマ型車両も使用される。
- JR日光駅 - 東武日光駅 - 霧降の滝 - 霧降高原（毎年4月1日-11月30日の夏季ダイヤ期間に運行）
  - 系統K[7]
  - 観光バス型車両およびワンロマ型車両が使用される。
  - かつて一部便は、霧降高原から先、更に大笹牧場まで乗り入れていた（後述）。
- JR日光駅 - 東武日光駅 - 東武バス日光営業所 - 日光霧降スケートセンター - 霧降の滝（毎年12月1日-3月31日の冬季ダイヤ期間に運行）
  - 系統T[7]
  - 観光バス型車両およびワンロマ型車両が使用される。
  - 夏季ダイヤの霧降高原行きとほぼ同じ経路だが、途中の霧降の滝で折り返し、高原までは行かない。他に違いとして、東武日光駅と霧降大橋の間で日光営業所、丸美と足立林間学園の間でスケートセンターを経由する（別経路を通るのではなく、それぞれ立ち寄ったら折り返して夏季と共通経路へ戻る）。
- 中禅寺温泉 - 立木観音前・遊覧船発着所 - イタリア・英国大使館別荘記念公園入口 - 茶ノ木平遊歩道入口 - 半月山（夏季および紅葉シーズンのみ運行）
  - 系統G[7]：中禅寺温泉 - 半月山
  - 系統U[7]：中禅寺温泉 - 立木観音前・遊覧船発着所
  - 中禅寺温泉降車所の前方にある停車所を発着する。
  - 一般路線バス車両（世界遺産めぐりバスと共通）が使用される。
- 鬼怒川温泉駅 - 小百 - 東武日光駅 - 神橋 - 西参道 - 東照宮・大猷院・二荒山神社前
  - 系統SL[7]
  - SL「大樹」運転開始にあわせて開業された路線。鬼怒川温泉駅から日光広域農道を経由して東武日光駅および日光東照宮を直結、主にSL「大樹」運転日に運行される[11]。
  - 日光軌道線の路面電車を模した専用の中型路線バスが使用される。

世界遺産めぐりバス（循環路線）
- JR日光駅 → 東武日光駅 → 東照宮東参道・ホテル清晃苑前 → 勝道上人像前 → 表参道 → 西参道入口 → 大猷院二荒山神社前 → 神橋 →  東武日光駅 → JR日光駅
  - 系統W[7]
  - 専用色のいすゞ・エルガミオおよび日野・レインボーIIが使用される。レインボーIIには、アトラデザイン/東京特殊車体が車体を架装した車両も存在する。
  - 毎年正月三が日、二荒山神社弥生祭の4月16日・17日、日光東照宮例大祭の5月17日・18日と10月16日・17日は交通規制のため、JR日光駅 - 東武日光駅 - 神橋 - 西参道間の往復運行に変更される他、それ以外の時期でも二社一寺周辺の道路混雑が酷い場合は、JR日光駅 - 東武日光駅 - 神橋 - 西参道入口 - 大猷院二荒山神社前間の往復運行に変更される。

- 日光軌道線タイプ特別車(2986)
- 「世界遺産めぐりバス」に使用される車両(9910)
- 日野ブルーリボンIIワンロマ車(9860)

赤沼奥日光低公害バス
- 赤沼車庫 - 西ノ湖入口 - 千手ヶ浜
- 系統EV[7]
- 2022年より日光交通より運行を継承。
- 毎年4月後半から11月末頃までの期間に運行される[12][13]。
- 栃木県所有の専用のハイブリッドバスおよび電気バスにて運行。

日光グリーンスローモビリティ
- 2022年4月27日より運行[4]
- 日光世界遺産地域 - 西町地域循環
- 日光市所有のeCOM10にて運行。

- 日光グリーンスローモビリティ(1002)

## 廃止路線

### 一般路線
- （JR日光駅 - 東武日光駅 - 霧降の滝 - ）霧降高原 - 大笹牧場
  - 冬季運休路線で、夏季の霧降高原行きの一部便が大笹牧場まで延長するような形で運行されていた。
  - 2021年7月15日付で関東運輸局より東武バス日光による霧降高原-大笹牧場間の2021年12月31日付での廃止届出の公示がされ[14]、2021年11月22日更新の路線図から冬季運休路線としても記載されずに完全消去されており[15]、2021年12月24日に公式サイトでも公表された[16]。よって、冬季期間入り前日の2021年11月30日が最終運行となった。
- JR日光駅 - 東武日光駅 - 神橋 - 西参道入口 - 清滝 - 奥細尾
  - 2022年11月末をもって廃止[17]

### 高速バス

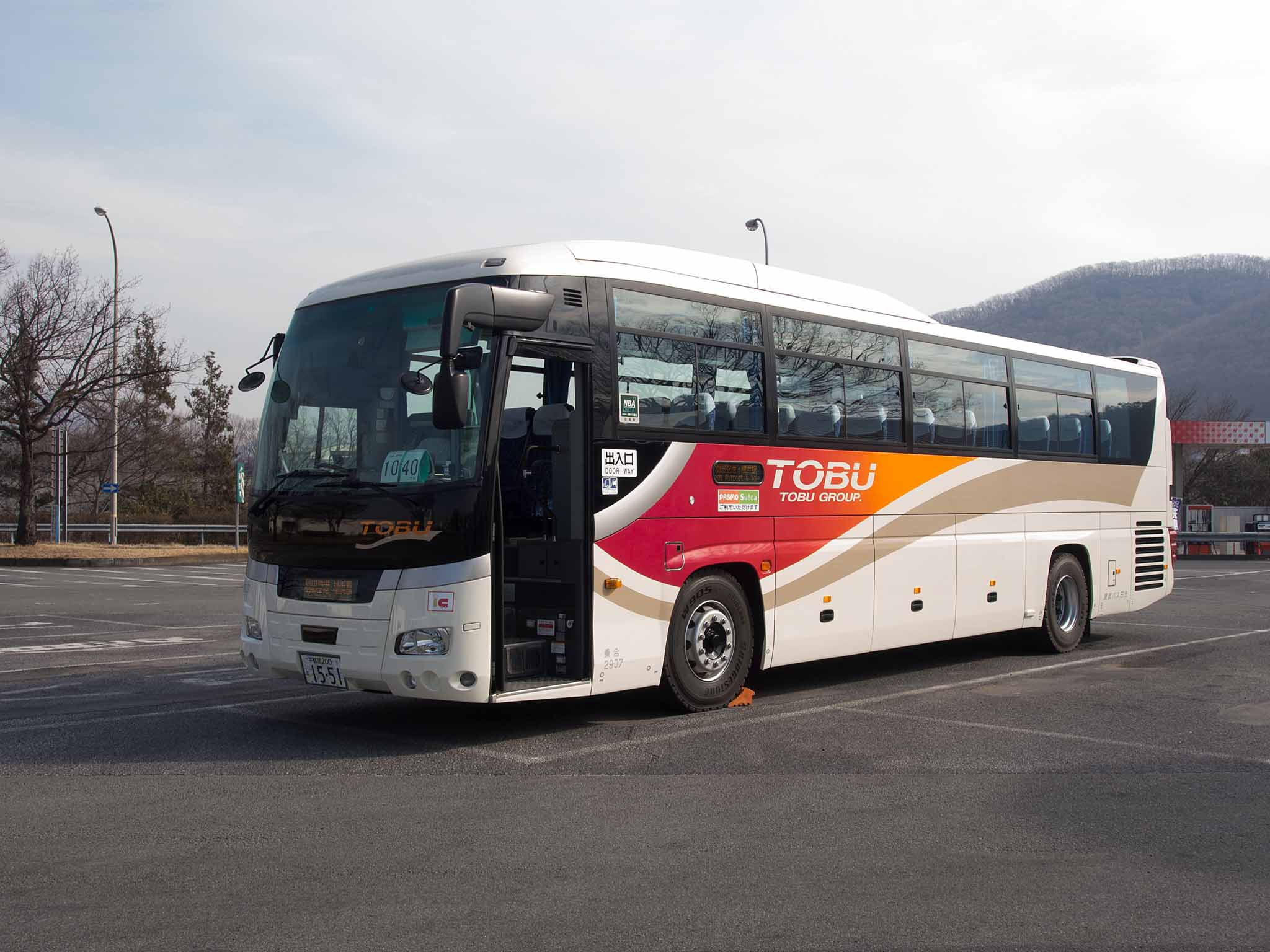
横浜・羽田空港 - 日光・鬼怒川線(2907)

- 鬼怒川温泉駅 - 東武日光駅 - 下今市駅 - 佐野サービスエリア（休憩） - 羽田空港 - 横浜駅
  - 2018年2月10日 京浜急行バスと共同で運行開始[18]。
  - 2020年3月16日 新型コロナウイルス対策で当面運休
  - 2021年3月15日 京浜急行バスが撤退して東武バス日光の単独路線になる[19]。
  - 2022年2月28日 運行を再開することなく、路線廃止[20]。

### 日光定期観光バス

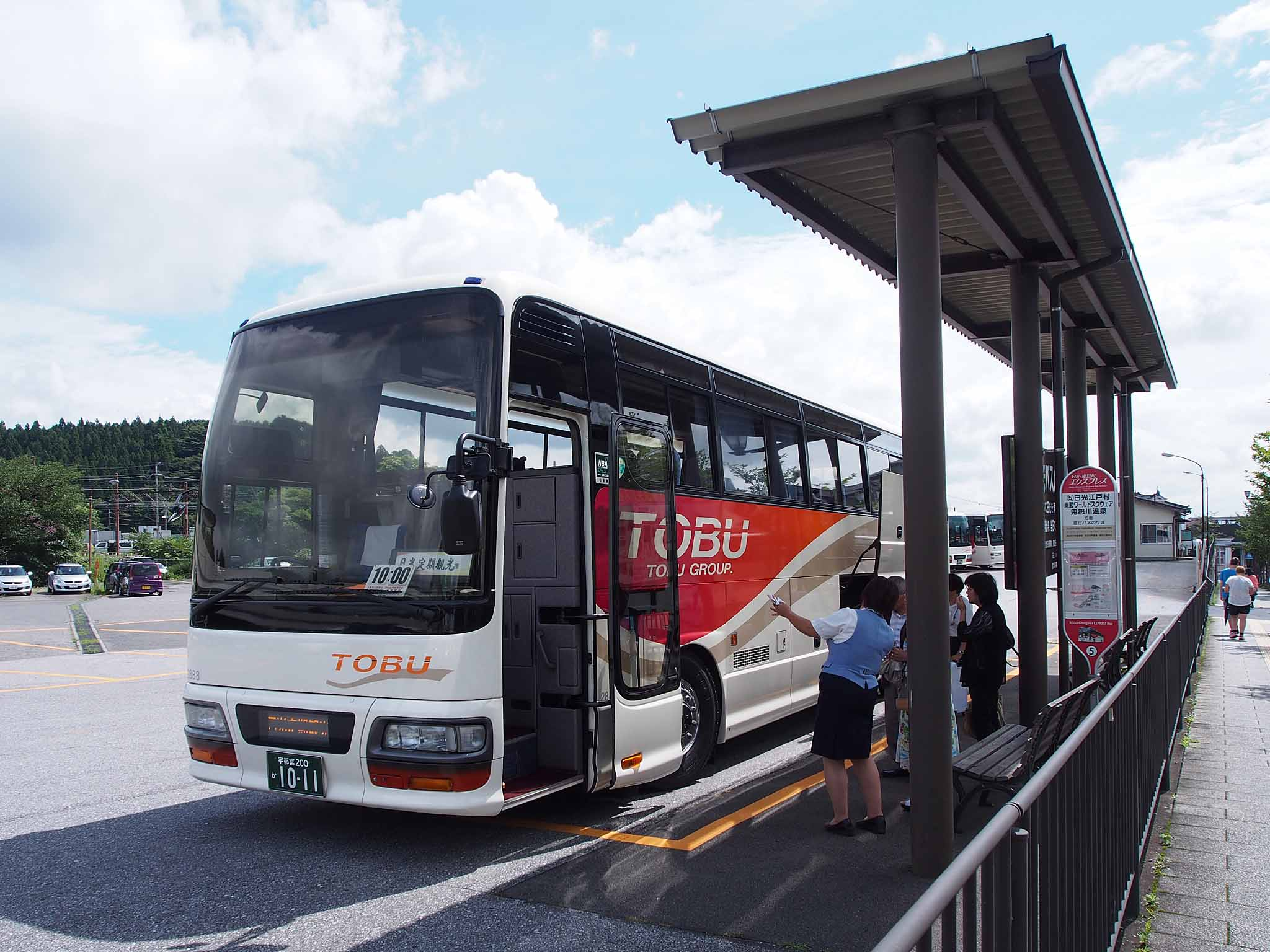
日光定期観光バス(2888)

2013年4月から日光交通より引き継いで運行していた、現地発着型の定期観光バス（路線バス）。車内では音声ガイドによる案内で、二荒山神社中宮祠と二社一寺では現地で案内人が同行する。立ち寄り先はすべて下車観光。
新型コロナウイルスの影響で休止が続いており、再開しないまま、2024年3月31日付で廃止となった。
- 日光満喫一日コース
  - 鬼怒川温泉駅 - 東武日光駅 - 神橋 - 二荒山神社中宮祠 - （いろは坂） - 中禅寺立木観音 - 中禅寺金谷ホテル（昼食） - 華厳の滝 - （いろは坂） - 二社一寺（東照宮・輪王寺・二荒山） - 東武日光駅 - 鬼怒川温泉駅
- 午後から世界遺産満喫半日コース
日光満喫一日コースの後半に合流、二社一寺を見学する。
  - 西参道 - 日光東照宮・輪王寺・二荒山神社 - 鬼怒川温泉駅

## 乗車券
乗車券は東武日光駅構内案内所・中禅寺温泉・湯元温泉で発売している。

### 普通乗車券
記念乗車券タイプのしおり形。常備券で降車停留所は決められている。東武日光駅 - 湯元温泉の乗車券は、指定停留所（神橋・中禅寺温泉）で途中下車可能。

### 補充乗車券
常備券で発行が出来ない停留所で下車する場合に発行する（東武日光駅のみ発売）。

### 普通回数券・フリーパス
いずれも東武日光駅構内案内所およびJR日光駅みどりの窓口で発売、特記以外は2日間有効。
- 湯元温泉フリーパス

JR日光駅 - 東武日光駅 - 神橋 - 馬返 - 中禅寺温泉 - 湯元温泉間および世界遺産めぐり循環バスで利用可能。
- 中禅寺温泉フリーパス

JR日光駅 - 東武日光駅 - 神橋 - 馬返 - 中禅寺温泉 - 大崎間および世界遺産めぐり循環バスで利用可能。
- 霧降高原フリーパス

JR日光駅 - 東武日光駅 - 霧降の滝 - 霧降高原間および世界遺産めぐり循環バスで利用可能。
- 世界遺産めぐり手形（乗車当日限り有効）

JR日光駅 - 東武日光駅 - 神橋 - 西参道 - 蓮華石間および世界遺産めぐり循環バスで利用可能。
販売終了
- 戦場ヶ原フリーパス

JR日光駅 - 東武日光駅 - 神橋 - 馬返 - 中禅寺温泉 - 三本松間および世界遺産めぐり循環バスで利用可能。
2021年3月31日を以て廃止された。
- 大笹牧場フリーパス

JR日光駅 - 東武日光駅 - 霧降の滝 - 霧降高原 - 大笹牧場間および世界遺産めぐり循環バスで利用可能。
- 霧降の滝フリーパス（乗車当日限り有効）

JR日光駅 - 東武日光駅 - 霧降の滝間および世界遺産めぐり循環バスで利用可能。
以上のほか、東武鉄道本線系統各駅（一部駅を除く）および主な旅行会社では、各駅を発着し東武日光駅までの往復乗車券と下今市駅 - 東武日光駅間および東武バス日光全路線（一部除外）4日間乗り降り自由乗車券をセットにした往復フリー切符（『日光まるごと東武フリーパス』等）を発売している。

### ICカード
2010年2月23日よりPASMO・Suicaの利用が開始されたが、導入当初よりバス利用特典サービスの対象外となっている。

## 不祥事
2019年7月、当時勤務していた運転手が乗客の不正乗車を指摘した際の対応に対して、上司から「もう二度とバスには乗せない」「チンピラ」「雑魚」などと発言されて退職を強要されうつ状態になったとして、この運転手が同社や上司に対して損害賠償を求める裁判を起こし、裁判では上司の発言が違法な退職勧奨に当たるとして、判決で同社に66万円の支払いが命じられた。